# Télécabine de Maokong
La télécabine de Maokong (貓空纜車) est un système de transport par télécabine à Taipei, Taïwan, construit par la compagnie française Poma. Ouvert le 4 juillet 2007, le Maokong Gondola relie Taipei Zoo et Maokong. La ligne de 4,3 km dessert 4 gares.

## Stations

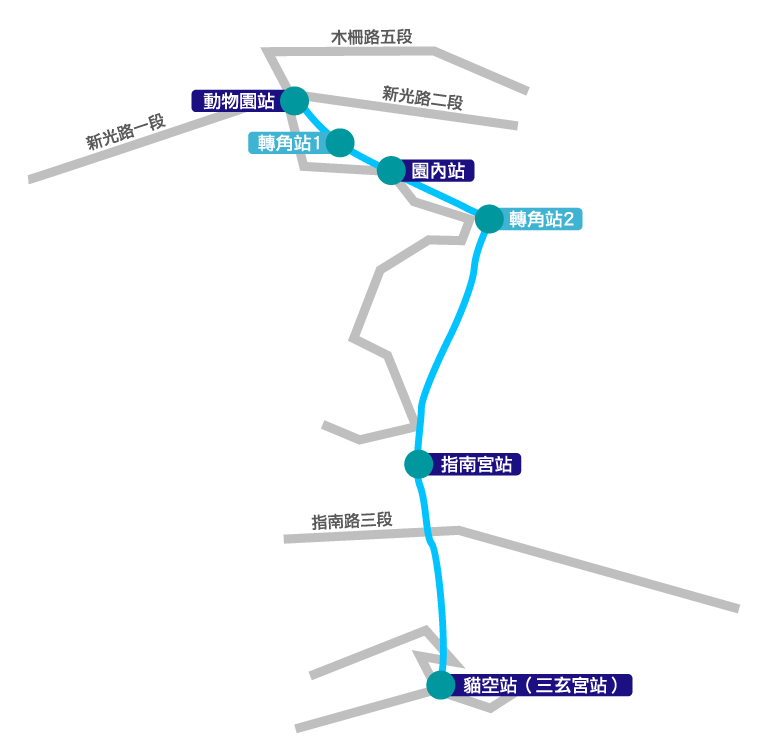
Le parcours.

La ligne possède 4 gares et 2 stations intermédiaires:
- Gare 1: Zoo de Taipei (動物園站), à l'extérieur du Zoo de Taipei
- Station intermédiaire 1: Corner One ou Angle One
- Gare 2: Sud du Zoo de Taipei (動物園南站), l'intérieur du Zoo de Taipei
- Station intermédiaire 2: Corner Two ou Angle Two
- Gare 3: Temple de Zhinan (指南宮站)
- Gare 4: Maokong (Temple de Sanxuan) (貓空站)

Les passagers ne peuvent pas embarquer ou débarquer aux stations intermédiaires
À la sortie des gares de Zhinan Temple et Maokong, un service fréquent et régulier de minibus dessert la zone de Maokong.
Un service de minibus permet également de se rendre directement à la gare MRT de Taipei Zoo.